# Dürrizade Seyyid Abd Allah Efendi
Dürrizade Seyyid Abd Allah Efendi (mort l'11 de novembre de 1828) fou un religiós turc otomà fill de Dürrizade Seyyid Mehmed Arif Efendi.
Era nakib al-ashraf i estava designat com kazasker de Rumèlia però abans d'assolir aquestes funcions fou nomenat Xaikh al-Islam (22 de novembre de 1808). El seu primer meshikat (període de govern) va acabar el 22 de setembre de 1810 però fou nomenat per segon cop el 12 de juny de 1811 fins al seu cessament el 22 de març de 1815.